# Weddellovo moře
Weddellovo moře je podle Mezinárodní hydrografické organizace částí Jižního oceánu, dříve bylo Weddellovo moře pokládáno za nejjižnější okrajové moře Atlantského oceánu.

## Galerie

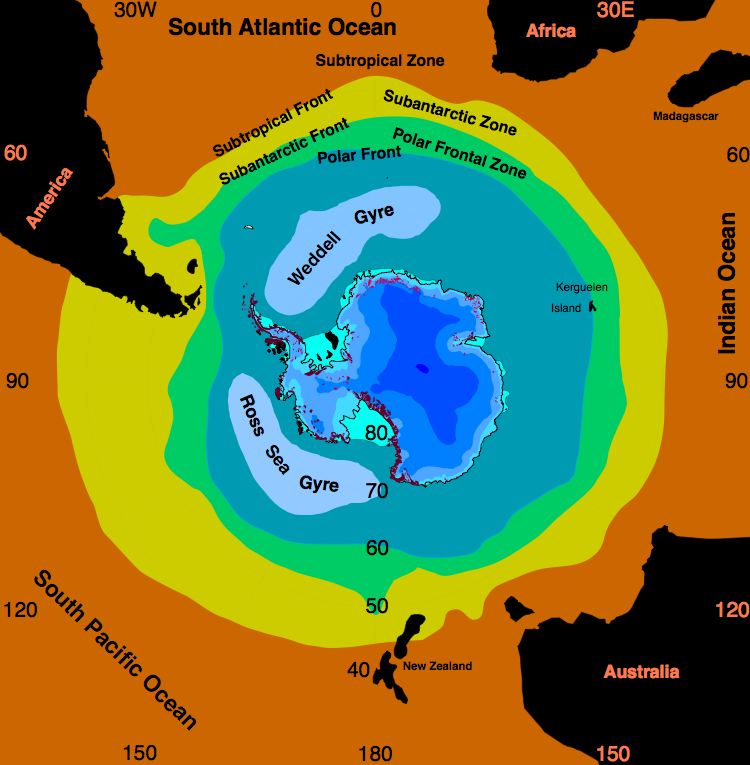
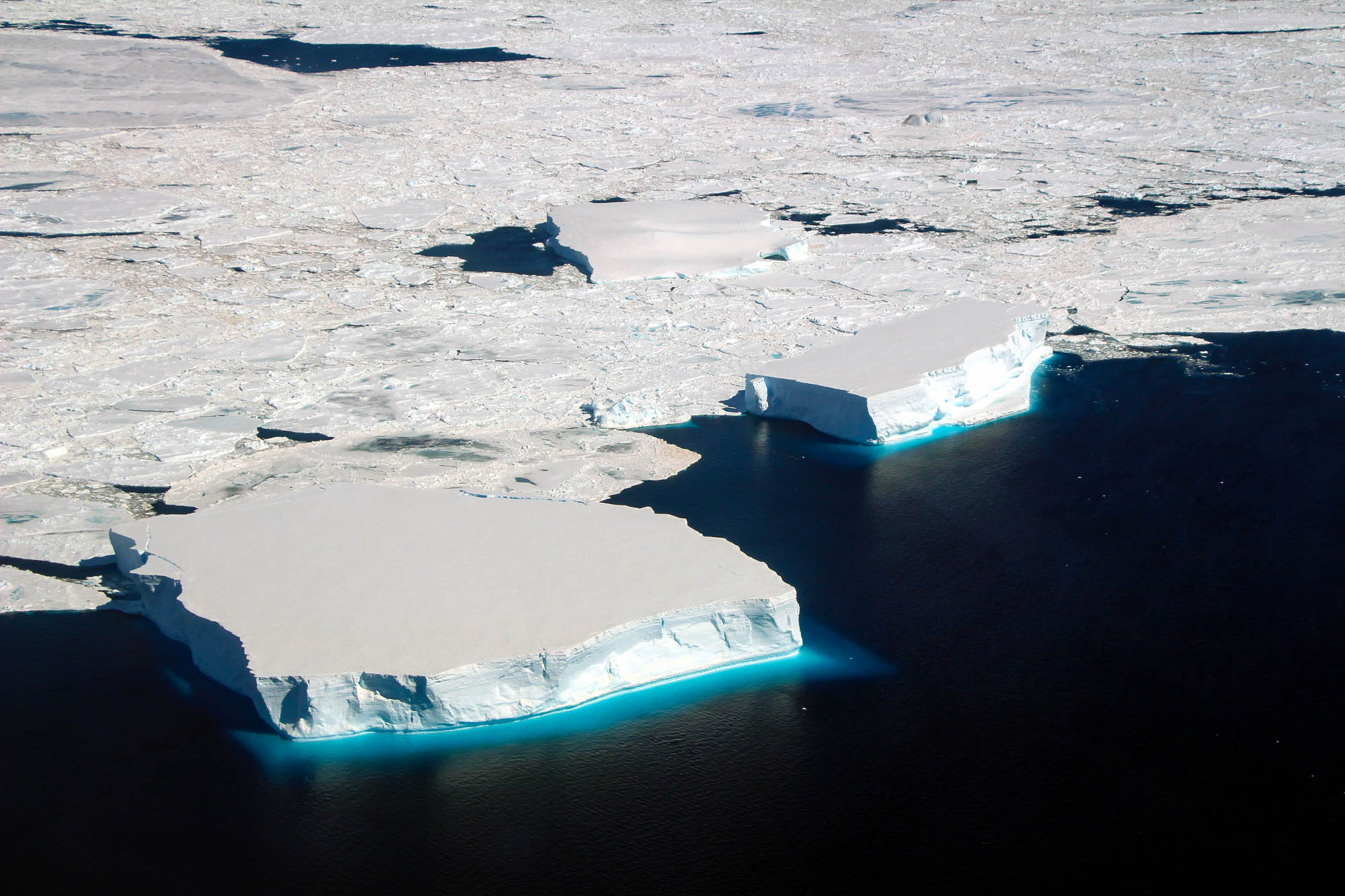

## Poloha

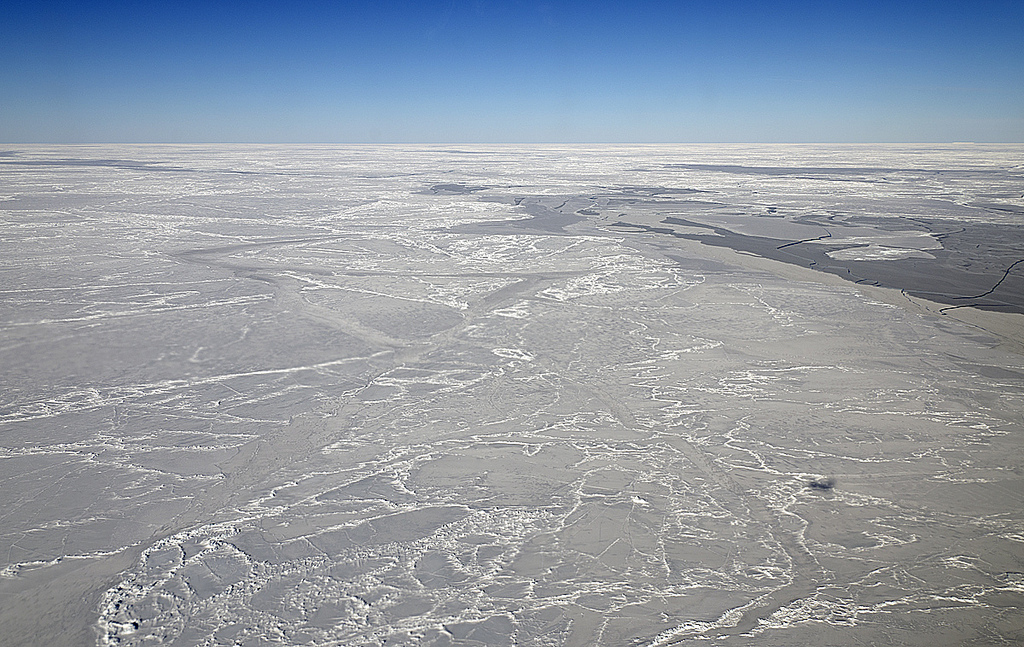
Weddellovo moře z letadla DC-8

Weddellovo moře leží mezi východním pobřežím Antarktického poloostrova a Coatsovou zemí. Rozloha moře je 2,91 miliónu km². Průměrná hloubka se pohybuje kolem 2878 metrů. Do Weddellova moře se noří četné šelfové ledovce – Larsenův pobřežní led, Filchnerův–Ronneové šelfový ledovec (šelfový ledovec Edity Ronneové, Filchnerův šelfový ledovec), šelfový ledovec Bruntův, šelfový ledovec Riiserův-Larsenův a ledovec Dawsonové-Lambtonové.
Ve Weddellově moři se vytváří několik polynií. Typické jsou polynie u Antarktického poloostrova, ve východní části. Některé mají i svá jména – Weddellova polynie (poblíž hory královny Maud) či polynie Filchnera-Ronneové (poblíž stejnojmenného šelfového ledovce).
Při pobřeží Antarktidy je reliéf dna tvořen Berknerovou lavicí a dále k východu Africko-antarktickou pánví. V pánvi Weddellova moře byly zjištěny perspektivní roponosné sedimentární pánve. Mezi významné ostrovy Weddellova moře patří Berknerův ostrov.
Ve Weddellově moři existuje cirkulační systém rotující po směru hodinových ručiček – Weddellův koloběh (Weddell Gyre), který zjevně souvisí s Weddelovým příhonem. V hloubce 80 metrů má voda čirost, která se dá dosáhnout jen u destilované vody. Chladné husté vody sestupující do hlubin světového oceánu jsou zdrojem kyslíku pro hlubokomořské organizmy.
Weddellovo moře je hojné na krill. Ve Weddellově moři bylo během tří expedic v letech 2002–2005 v hloubkách 748–6348 metrů nalezeno přes 1000 druhů živočichů s velkým podílem endemitů, zejména ve skupině stejnonožců. Významný byl též podíl mnohoštětinatců, různonožců (Amphipoda) a měkkýšů.

## Historie
Moře bylo svým objevitelem, Jamesem Weddellem, pojmenováno mořem krále Jiřího IV. Anglický lovec tuleňů a velryb, James Weddell, roku 1823 za příznivých ledových a povětrnostních podmínek dosáhl na brize Jane 74°15′ j. š., 34°16′45″ z. d.
Prvně bylo široce prozkoumáno skotem Williamem S. Brucem v letech 1902–1904. V tomto moři byl uvězněn Ernest Henry Shackleton (1874–1922) se svou lodí Endurance, která byla nakonec ledem rozdrcena, a po něm doputovala Shackletonova expedice za velkých útrap na Sloní ostrov.